# Ночной визит
«Ночной визит» (груз. ღამის ვიზიტ) — художественный фильм, снятый на киностудии Грузия-фильм в 1974 году. Детектив.

## Сюжет
Фильм снят по роману братьев Вайнеров «Визит к Минотавру». Дело о похищении уникальной скрипки итальянского мастера Страдивари ведут сотрудники милиции.

## Отличия от оригинала
- В фильме полностью отсутствует сюжетная линия, повествующая о жизни Антонио Страдивари.
- Действие перенесено в Грузию. Вместо Ленинграда настройщик уезжает в Ереван.

## В ролях
- Григорий Цитайшвили — Георгий Николаевич Дапхвадзе, старший инспектор угрозыска, капитан милиции
- Ладо (Владимир) Алекси-Месхишвили — профессор Церетели
- Гиули Чохонелидзе — Вахтанг Рожденович Авалиани
- Георгий Гегечкори — Гурам Гоголадзе, настройщик
- Эроси Манджгаладзе — полковник внутренней службы, начальник УВД
- Лия Элиава — Лена, следователь
- Имеда Кахиани — Гомелаури, эксперт-криминалист
- Малхаз Бебуришвили — инспектор угрозыска
- Малхаз Горгиладзе — инспектор угрозыска
- Карло Саканделидзе — Оболадзе, сосед Церетели
- Барбаре (Варвара) Январашвили — жена Оболадзе
- Гиви Тохадзе — директор Дома быта
- Котэ Даушвили — Степан Андреевич Меладзе
- Бадри Бегалишвили — Яков Семёнович Ломидзе (Яшка-ломик)